# Tatra T3R.PLF
Tatra T3R.PLF (używane jest też oznaczenie T3R.PVN) – częściowo niskopodłogowe tramwaje pochodzące z typu Tatra T3.
Ten typ jest razem z wozami Vario LF nazywany przez miłośników transportu „wana”. Nazwa pochodzi od środkowej części wozu, której podłoga znajduje się na niższym poziomie od reszty wagonu.

## Historia
Po udanym rozpoczęciu produkcji pudeł tramwajowych typu VarCB3 przez firmy ČKD Pragoimex i Krnovské opravny a strojírny (KOS) dla tramwajów typu T3R.EV i T3R.PV zostało wyprodukowane częściowo niskopodłogowe pudło typu VarCB3LF, które zostało pierwszy raz wykorzystane przy konstrukcji ostrawskich tramwajów Vario LF. Ponieważ inni przewoźnicy mieli różne wymagania dotyczące wyposażenia elektrycznego, skonstruowano typ T3R.PLF.
W Libercu postanowiono zastosować tramwaje tego typu do częściowo niskopodłogowych tramwajowych składów. Pierwszym wozem miał być niskopodłogowy tramwaj T3R.PLF. Ten nie mógł być łączony z drugim wozem tego typu, gdyż skład byłby o metr dłuższy od dwóch Tatr T3, przez co mogły wystąpić problemy w czasie eksploatacji (np. niedostateczna długość peronów na przystankach tramwajowych). Jako drugiego wagonu w składzie użyto więc tramwaju typu T3R.PV, który ma długość zbliżoną do T3.

## Modernizacja
W przeciwieństwie do tramwaju Vario LF wozom T3R.PLF zamontowano klasyczne czoło tramwaju T3. Miało to miejsce ze względów estetycznych, zestaw T3R.PLF + T3R.PV stworzył wizualnie niemal identyczną parę tramwajów. Wozy T3R.PLF otrzymały wyposażenie elektryczne TV Progress i pantograf połówkowy (praskie wozy mają klasyczny pantograf nożycowy). Najistotniejszą cechą tego tramwaju jest niska podłoga w drugich drzwiach.

## Dostawy
| Państwo        | Miasto         | Typ            | Lata dostaw    | Liczba | Numery taborowe                       | Uwagi                                        |       |
| -------------- | -------------- | -------------- | -------------- | ------ | ------------------------------------- | -------------------------------------------- | ----- |
| Czechy         | Liberec        | T3R.PLF        | 2005–2008      | 12     | 22, 23, 28, 29, 35, 37, 42, 45–48, 54 |                                              | [ 1 ] |
| Czechy         | Pilzno         | T3R.PLF        | 2008–2010      | 18     | 315–332                               | 328 – dawny tramwaj Tatra T3R.SLF nr 114/202 | [ 2 ] |
| Czechy         | Praga          | T3R.PLF        | 2007–2017      | 35     | 8251–8285                             |                                              | [ 3 ] |
| Łączna liczba: | Łączna liczba: | Łączna liczba: | Łączna liczba: | 65     |                                       |                                              |       |